# Kiss of Life (grupo)
Kiss of Life (hangul: 키스 오브 라이프; rr: Kiseu Obeu Laipeu), também conhecidas como KIOF, é um grupo feminino sul-coreano de kpop, formado por Julie, Natty, Belle e Haneul, e que debutou em 5 de julho de 2023, pela S2 Entertainment, com o EP homônimo "Kiss of Life".

## Nome
De acordo com a S2 Entertainment, o nome significa sua ambição de “dar uma nova vida à indústria musical com sua música e charme”. Refletindo o seu nome, os conceitos do grupo giram em torno das diferentes fases da vida, principalmente da adolescência e da idade adulta jovem.

## História

### 2015–2022: Pré-estréia e formação
Belle é conhecida por ser filha do veterano cantor coreano Shim Shin (hangul: 심신), além de ser prima da cantora Cherry Coke. Ela costumava trabalhar como compositora para a SM Entertainment. Natty havia participado dos reality shows de sobrevivência sul-coreanos Sixteen e Idol School, que levaram à formação do Twice e do fromis_9, respectivamente. Em ambos os programas, ela chegou ao episódio final, mas acabou não sendo escolhida para a escalação final dos grupos. Em 2020, ela estreou como solista com o álbum-single, Nineteen. Julie foi trainee do The Black Label,  uma sub-gravadora adquirida pela YG Entertainment, de 2017 a 2020. Em 12 de julho de 2022, Natty assinou contrato de exclusividade com a S2 Entertainment, e em dezembro do mesmo ano, Natty apareceu em um documentário britânico sobre trainees de kpop junto com Julie, Belle e outros dois trainees desconhecidos. Especulava-se que elas seriam as integrantes do próximo grupo feminino da empresa. Em 27 de dezembro de 2022, a S2 Entertainment finalmente anunciou que estava se preparando para lançar um novo grupo feminino em 2023. Dois meses mais tarde, em fevereiro de 2023, foi descoberto que a agência havia solicitado o registro de Kiss of Life, e que haviam aberto contas no SNS mesmo nome para o grupo.

### 2023: Estreia comKiss of LifeeBorn to Be XX
Em 12 de maio de 2023, a S2 Entertainment lançou o primeiro teaser do grupo em suas contas SNS. Isso revelou que o grupo esperava estrear em julho do mesmo ano. Natty foi a primeira a ser revelada, em 15 de maio de 2023. Logo após, Belle, Julie e Haneul, nos dias seguintes consecutivos. Em 26 de maio de 2023, Lee Hae-in foi confirmada como diretora criativa do grupo. Em 12 de junho de 2023, outro teaser foi lançado, anunciando a estreia do grupo para 5 de julho de 2023, com seu primeiro EP homônimo, Kiss of Life.
O videoclipe solo de "Sugarcoat", de Natty, foi lançado em 18 de junho de 2023, e nos dias seguintes a ele vieram os lançamentos de "Countdown", de Belle, o de "Kitty Cat", de Julie, e o de "Play Love Games", de Haneul. Em 27 de junho de 2023, o videoclipe de um lado B do EP, a faixa "Bye My Neverland", foi lançada, vindo a estreiar junto com seu EP em 5 de julho de 2023. Um showcase também foi realizado de tarde para a imprensa no Yes24 Live Hall, em Gwangjin-gu, Seul, Coreia do Sul.
Em 28 de setembro de 2023, a S2 Entertainment anunciou que o grupo lançaria seu segundo EP, "Born to Be XX", em 8 de novembro de 2023. O álbum inclui dois singles: "Bad News" e "Nobody Knows".

### 2024–presente:Midas Touch,StickyeLose Yourself
No dia 4 de janeiro de 2024 foi anunciado que o grupo faria o seu primeiro fan meeting no Japão intitulado "Hello Kissy: First Japan Fan Meeting" no dia 20 de fevereiro do mesmo ano em Tóquio. No dia 2 de fevereiro foi anunciado que o grupo faria seu primeiro fan meeting na Tailandia no dia 17 de março intitulado "DEAR KISSY: 1st Fan Meeting in Bangkok".
No dia 15 de março, foi anunciado o lançamento do primeiro single album do grupo, "Midas Touch", para o dia 3 de abril. O album se tornou o primeiro do grupo a alcançar o top 10 na principal parada da coréia, Circle Album Chart , o single se tornou a primeira musica do grupo a aparecer na tabela global Billboard Global 200.
No dia 22 de abril, foi anunciado o primeiro fan meeting coreano do grupo intitulado "KISS OF LIFE Fan-Con: Key of Factory" para o dia 18 de maio.
Em 25 de maio, o grupo lançou uma regravação da música "Sixth Sense" do grupo Brown Eyed Girls. Em 1 de julho, lançaram o segundo single álbum, Sticky, marcando o primeiro lançamento de verão do grupo.
Em 9 de julho, KISS OF LIFE ganhou seu primeiro prêmio de show musical The Show com sua música "Sticky".
No dia 23 de julho, o KISS OF LIFE lançou a música "SUPERPOWER" em colaboração com Mark Tuan, criada especialmente para o jogo Valorant. Logo depois, em 23 de setembro, lançaram "Maestro of My Heart" para o programa de sobrevivência de equipes de dança, Stage Fighter.
Em 26 de agosto, KISS OF LIFE e sua empresa S2 Entertainment anunciaram as primeiras datas para a turnê mundial de 2024 do grupo feminino, intitulada 'Kiss Road'. A turnê será a primeira turnê mundial do grupo de K-pop, após sua estreia em 2023.
No dia 24 de setembro, o grupo anunciou seu terceiro EP, "Lose Yourself", que foi lançado em 15 de outubro. Como prévia, o single "R.E.M" foi lançado em 4 de outubro e, junto ao EP, a faixa-título "Get Loud".

## Arte

### Influências
Julie afirmou em entrevista que o grupo foi bastante influenciado pelo som de Blackpink, 2NE1 e Big Bang. As membros também mencionaram que ouvem muito R&B e hip hop, fortemente influenciados por artistas como Ariana Grande, SZA, Rihanna e Rosalía. Individualmente, Julie cita BLACKPINK e 2NE1 como modelos, Natty admira Kehlani e Tinashe, Belle cita Sabrina Carpenter como inspiração e Haneul, Olivia Rodrigo.

## Endossos
No dia 19 de fevereiro foi anunciado que o grupo foi escolhido como as novas embaixadoras globais da marca de maquiagem Maybelline New York.

## Membros
- Julie (hangul: 쥴리), nascida Han Julie (hangul: 한줄리) em 29 de março de 2000 (25 anos) no Havaí, Estados Unidos. Posições: Rapper principal, Dançarina principal, e vocalista , Líder do grupo.
- Natty (hangul: 나띠), nascida Anatchaya Suputtipong (tailandês: อานัชญา สุพุทธิพงศ์) em 30 de maio de 2002 (23 anos) em Bangkok, Tailândia. Posições: Dançarina principal, Rapper principal, Sub-vocalista, Face e Center.
- Belle (hangul: 벨), nascida Anabelle Shim / Shim Hye-won (hangul: 심혜원) em 19 de março de 2004 (21 anos) em Seattle, Washington, Estados Unidos. Posições: Vocalista principal.
- Haneul (hangul: 하늘), nascida Won Haneul (hangul: 원하늘) em 25 de maio de 2005 (20 anos) em Suwon, Coreia do Sul. Posições: Vocalista principal Maknae.

## Discografia
A discografia de Kiss of Life, um girl group sul-coreano, consiste em três extended plays, dois single album e sete singles.

### Extended plays
| Título        | Detalhes | Peak chart posição | Vendas         |
| Título        | Detalhes | KOR                | Vendas         |
| ------------- | --- | ------------------ | -------------- |
| Kiss of Life  | - Lançamento: 5 de julho de 2023 - Gravadora: S2 Entertainment - Formatos: CD, digital, download, streaming Track listing 1. "Shhh" (쉿) 2. "Bye My Neverland" (안녕, 네버랜드) 3. "Sugarcoat" (Natty Solo) 4. "Countdown" (Belle Solo) 5. "Kitty Cat" (Julie Solo) 6. "Play Love Games" (Haneul Solo) | 18                 | - KOR: 25.625  |
| Born to be XX | - Lançamento: 8 de novembro de 2023 - Gravadora: S2 Entertainment - Formatos: CD, digital, download, streaming Track listing 1. "Bad News" 2. "TTG" 3. "Gentleman" 4. "Says It" 5. "Nobody Knows" 6. "My 808" 7. "Bad News (ENG Ver.)"                                                                 | 12                 | - KOR: 59.092  |
| Lose Yourself | - Lançamento: 15 de outubro de 2024 - Gravadora: S2 Entertainment - Formatos: CD, digital, download, streaming Track listing 1. "Get Loud" 2. "R.E.M" 3. "Chemistry" 4. "Igloo" 5. "Too Many Alex" 6. "Back To Me" 7. "No One But Us"                                                                  | 6                  | - KOR: 103,642 |

### Single Album
| Título      | Detalhes | Peak chart posição | Vendas      |
| Título      | Detalhes | KOR                | Vendas      |
| ----------- | --- | ------------------ | ----------- |
| Midas Touch | - Lançamento: 3 de abril de 2024 - Gravadora: S2 Entertainment - Formatos: CD, digital, download, streaming - Track listing 1. "Midas Touch" 2. "Nothing" | 8                  | KOR: 87.054 |
| Sticky      | - Lançamento: 30 de junho de 2024 - Gravadora: S2 Entertainment - Formatos: CD, digital, download, streaming - Track listing 1. "Sticky" 2. "Te Quiero"   |                    |             |

### Single
| Título                                                                                    | Ano  | Pico nos charts | Pico nos charts | Álbum         |
| Título                                                                                    | Ano  | KOR             | Global 200      | Álbum         |
| ----------------------------------------------------------------------------------------- | ---- | --------------- | --------------- | ------------- |
| "Shhh" (쉿)                                                                               | 2023 | 173             | —               | Kiss of Life  |
| "Bad News"                                                                                | 2023 | 101             | —               | Born to Be XX |
| "Midas Touch"                                                                             | 2024 | 31              | 165             | Midas Touch   |
| "Sticky"                                                                                  | 2024 |                 | —               | Sticky        |
| "Get Loud"                                                                                | 2024 |                 | —               | Lose Yourself |
| "—" indica lançamentos que não entraram nas paradas ou não foram lançados naquela região. |      |                 |                 |               |

### Outras músicas
| Título                                                                                    | Ano  | Pico nos charts | Álbum         |
| Título                                                                                    | Ano  | KOR             | Álbum         |
| ----------------------------------------------------------------------------------------- | ---- | --------------- | ------------- |
| "Bye My Neverland" (안녕,네버랜드)                                                        | 2023 | —               | Kiss of Life  |
| "Sugarcoat" (Natty solo)                                                                  | 2023 | 83              | Kiss of Life  |
| "Nobody Knows"                                                                            | 2023 | 130             | Born to Be XX |
| "Says It"                                                                                 | 2023 | —               | Born to Be XX |
| "TTG"                                                                                     | 2023 | —               | Born to Be XX |
| "My 808"                                                                                  | 2023 | —               | Born to Be XX |
| "Gentleman"                                                                               | 2023 | —               | Born to Be XX |
| "Nothing"                                                                                 | 2024 | —               | Midas Touch   |
| "Te Quiero"                                                                               | 2024 | —               | Sticky        |
| "R.E.M"                                                                                   | 2024 | 185             | Lose Yourself |
| "Igloo"                                                                                   | 2024 | —               | Lose Yourself |
| "—" indica lançamentos que não entraram nas paradas ou não foram lançados naquela região. |      |                 |               |

- "Bye My Neverland" não entrou no Circle Digital Chart, mas alcançou a posição 155 on the Circle Download Chart.
- "Says It" não entrou no Circle Digital Chart, mas alcançou a posição 178 on the Circle Download Chart.
- "TTG" não entrou no Circle Digital Chart, mas alcançou a posição 184 on the Circle Download Chart.
- "My 808" não entrou no Circle Digital Chart, mas alcançou a posição 195 on the Circle Download Chart.
- "Gentleman" não entrou no Circle Digital Chart, mas alcançou o número 200 on the Circle Download Chart.
- "Nothing" não entrou no Circle Digital Chart, mas alcançou o número 54 on the Circle Download Chart.
- "Te Quiero" não entrou no Circle Digital Chart, mas alcançou o número 46 on the Circle Download Chart.
- "Igloo" não entrou no Circle Digital Chart, mas alcançou o número 73 on the Circle Download Chart.

## Videografia

### Music Videos
| Título                          | Ano  | Diretor(es)    | duração | Ref.          |
| ------------------------------- | ---- | -------------- | ------- | ------------- |
| "Sugarcoat (Natty Solo)"        | 2023 | Shin Hee-won   | 3:53    | [ 21 ]        |
| "Countdown (Belle Solo)"        | 2023 | Shin Hee-won   | 3:27    | [ 22 ]        |
| "Kitty Cat (Julie Solo)"        | 2023 | Shin Hee-won   | 3:14    | [ 23 ]        |
| "Play Love Games (Haneul Solo)" | 2023 | Shin Hee-won   | 3:02    | [ 24 ]        |
| "Bye My Neverland"              | 2023 | Shin Hee-won   | 4:06    | [ 25 ]        |
| "Shhh"                          | 2023 | Shin Hee-won   | 5:46    | [ 26 ]        |
| "Bad News"                      | 2023 | Shin Hee-won   | 3:08    | [ 27 ] [ 28 ] |
| "Nobody Knows"                  | 2023 | Shin Hee-won   | 4:35    | [ 29 ]        |
| "Midas Touch"                   | 2024 | Digipedi       | 2:50    | [ 30 ]        |
| "Sticky"                        | 2024 | Shin Hee-won   | 3:12    | [ 31 ]        |
| "R.E.M"                         | 2024 | Desconhecido   | 3:14    | [ 32 ]        |
| "Get Loud"                      | 2024 | Choi Yong-seok | 3:05    | [ 33 ]        |

## Concertos e turnês

### Encontro com fãs
- Hello Kissy: First Japan Fan Meeting (2024)[1]
- ‘DEAR KISSY’ 1st Fan Meeting in Bangkok (2024)[2]
- KISS OF LIFE Fan-Con: Key of Factory (2024)[6]

### Turnês
- 2024 Kiss of Life 1st World Tour "Kiss Road"[8][9]

#### Hello Kissy: First Japan Fan Meeting
| Data                    | Cidade | País  | Local                  |
| ----------------------- | ------ | ----- | ---------------------- |
| 20 de fevereiro de 2024 | Tóquio | Japão | Tachigawa Stage Garden |

#### ‘DEAR KISSY’ 1st Fan Meeting in Bangkok
| Data                | Cidade  | País      | Local              |
| ------------------- | ------- | --------- | ------------------ |
| 17 de março de 2024 | Bangkok | Tailândia | Chaengwattana Hall |

#### KISS OF LIFE Fan-Con: Key of Factory
| Data               | Cidade | País          | Local                                                         |
| ------------------ | ------ | ------------- | ------------------------------------------------------------- |
| 18 de maio de 2024 | Seul   | Coreia do Sul | Woonjung Green Campus Grand Hall, Sungshin Women's University |

## Prêmios e indicações
| Premiações                             | Ano  | Categorias                            | Nominação     | Resultado | Ref.          |
| -------------------------------------- | ---- | ------------------------------------- | ------------- | --------- | ------------- |
| Asian Pop Music Awards                 | 2023 | Best New Artist (Overseas)            | Kiss of Life  | Indicado  | [ 34 ]        |
| Brand Customer Loyalty Awards          | 2024 | Rookie Of The Year                    | Kiss of Life  | Venceu    | [ 35 ]        |
| Circle Chart Music Awards              | 2024 | Rookie of the Year (Global Streaming) | Shhh          | Indicado  | [ 36 ] [ 37 ] |
| Circle Chart Music Awards              | 2024 | New Artist of the Next Generation     | Kiss of Life  | Venceu    | [ 36 ] [ 37 ] |
| Hanteo Music Awards                    | 2024 | Rookie of the Year – Female           | Kiss of Life  | Indicado  | [ 38 ]        |
| Hanteo Music Awards                    | 2024 | Global Rising Star                    | Kiss of Life  | Venceu    | [ 38 ]        |
| Korean Culture and Entertainment Award | 2023 | Best New Artist                       | Kiss of Life  | Venceu    | [ 39 ]        |
| Korean First Brand Awards              | 2024 | Rookie Female Idol                    | Kiss of Life  | Venceu    | [ 40 ]        |
| Korean Music Awards                    | 2024 | Rookie of the Year                    | Kiss of Life  | Venceu    | [ 41 ]        |
| Korean Music Awards                    | 2024 | Best K-pop Album                      | Born To Be XX | Indicado  | [ 41 ]        |
| Korean Wave Awards                     | 2023 | K-POP Risings Star                    | Kiss of Life  | Venceu    | [ 42 ] [ 43 ] |
| KM Chart                               | 2023 | Best Rookie Female Award              | Kiss of Life  | Venceu    | [ 44 ]        |
| MAMA Awards                            | 2023 | Artista do Ano                        | Kiss of Life  | Indicado  | [ 45 ]        |
| MAMA Awards                            | 2023 | Álbum do Ano                          | Kiss of Life  | Indicado  | [ 45 ]        |
| MAMA Awards                            | 2023 | Melhor Novo Grupo Feminino            | Kiss of Life  | Indicado  | [ 45 ]        |
| Melon Music Awards                     | 2023 | Artista Revelação do Ano              | Kiss of Life  | Indicado  | [ 46 ]        |
| Melon Music Awards                     | 2023 | 1theK Global Icon                     | Kiss of Life  | Venceu    |               |
| Seoul Music Awards                     | 2024 | Rookie do Ano                         | Kiss of Life  | Indicado  | [ 47 ]        |
| Seoul Music Awards                     | 2024 | New Wave Star                         | Kiss of Life  | Venceu    | [ 48 ]        |